# Ferretti Yachts
Ferretti Yachts è un cantiere italiano produttore di imbarcazioni di lusso. Fa parte del Gruppo Ferretti, azienda attiva a livello mondiale nella progettazione, costruzione e commercializzazione di motor yacht, presente sul mercato con sette marchi: Ferretti Yachts, Pershing, Itama, Riva, Mochi Craft, CRN e Custom Line.
Ferretti Yachts, fondato nel 1968 dai fratelli Alessandro e Norberto Ferretti, è il marchio storico del gruppo, e produce flybridge motor yacht dalle dimensioni comprese tra i 15 e i 27 metri. Gli uffici e la produzione del cantiere hanno sede presso gli stabilimenti del Gruppo Ferretti di Forlì e Cattolica.

## Storia
Ferretti Yachts nasce nel 1968, quando Alessandro e Norberto Ferretti creano la prima divisione nautica nell'azienda di famiglia. Dopo la produzione di imbarcazioni tipo motor sailers (dotate sia di vela sia di motore), nel 1982 Ferretti presenta la prima barca solo a motore e inizia a realizzare imbarcazioni di tipo sport fisherman, open e flybridge, che già presentano molte caratteristiche ancora oggi applicate nell'industria nautica: plancetta di poppa, finestre basculanti del salone che si aprono sul pozzetto e passaggio interno dal salone al flying bridge. Questi ultimi anni sono stati caratterizzati dallo sviluppo del cantiere all'interno del Gruppo Ferretti, fino al raggiungimento dell'attuale gamma di imbarcazioni.

## L'azienda
Ferretti Yachts produce attualmente imbarcazioni in vetroresina dai 55 ai 96 piedi di tipo flybridge, strutturate con ponte superiore scoperto e doppia postazione di guida, interna ed esterna. Tutte le imbarcazioni sono create dalla collaborazione tra lo Studio Zuccon International Project, l'AYT - Advanced Yacht Technology, il centro di ricerca e progettazione navale del Gruppo, e il team di architetti e designer del Centro Stile Ferrettigroup. Tutti gli yacht Ferretti sono contraddistinti dalla colorazione bianca dello scafo e della sovrastruttura e da linee classiche sia all'esterno che negli interni.
Sui modelli più recenti sono state introdotte nuove soluzioni stilistiche come il progressivo aumento delle finestrature sia nello scafo, all'altezza della cabina armatoriale e delle cabine ospiti, sia sul ponte di coperta. Negli spazi interni, le imbarcazioni Ferretti Yachts si caratterizzano per l'utilizzo di materiali particolari, quali diverse tipologie di legno e pelle. Alla tradizionale linea flybridge, Ferretti Yachts affianca la linea Altura, che unisce lo stile classico del brand alle caratteristiche di un Aft Cabin, con cabina armatoriale a poppa e spazi interni aumentati.

## Le imbarcazioni
La flotta Ferretti Yachts si compone di tredici modelli in gamma: Ferretti Yachts 550, Ferretti Yachts 650 New (nuovo progetto lanciato nel 2014), Ferretti Yachts 690, Ferretti Yachts 750, Ferretti Yachts 800, Ferretti Yachts Altura 840, Ferretti Yachts 870 e Ferretti Yachts 960 lanciato sul mercato nel 2013. Gli yacht Ferretti Yachts sono caratterizzati da numerosi sistemi tecnologici a bordo. I sistemi di monitoraggio integrati Gi8 e Naviop permettono di avere sotto controllo il funzionamento dello yacht attraverso schermi posizionati nella plancia di comando; il sistema di stabilizzazione ARG - Anti Rolling Gyro, sviluppato con Mitsubishi Heavy Industries riduce di oltre il 50% il rollio delle imbarcazioni. Il sistema esclusivo ZF Steer Command by Ferretti sostituisce la tradizionale timoneria idraulica e agevola la manovrabilità e la governabilità. Gli yacht Ferretti adottano motori common-rail, che rispettano elevati standard ambientali in termini di inquinamento acustico (ISO 14509).